# Opus (ljudformat)
Opus är ett ljudkompressionsformat utvecklad av Internet Engineering Task Force (IETF). Formatet är skapat speciellt för realtidsapplikationer som kommunicerar över Internet. Opus är ett öppet format standardiserat genom RFC 6716. Opus använder sig av teknik från kodeken SILK, samt CELT.
Opus kan sömlöst skala till höga och låga bithastigheter, samt anpassa sina egenskaper till rådande förhållanden, t.ex. en dålig uppkoppling. Opus har en väldigt låg algoritmisk fördröjning om man jämför med populära ljudformat såsom MP3, Vorbis, och HE-AAC. Trots detta presterar Opus bra i fråga om kvalitet per bithastighet.
I november 2014 började Youtube att använda Opus, vid 48, 64 och 160 kbit/s (nominella dataflöden) i sin HTML5-videospelare.

## Jämförelse mot andra ljudformat

Jämförelse av effektiviteten mellan Opus och andra populära ljudformat. (OBS! På engelska)

Opus har visat sig ha utmärkt kvalitet, och på högre bithastigheter konkurrerar Opus med ljudformat som har mycket högre fördröjning, såsom HE-AAC och Vorbis. I mars–april 2011 genomförde Hydrogenaudio ett lyssningstest, där dataflödet 64 kbit/s användes. Opus (CELT) tog förstaplatsen i det testet, följt av HE-AAC (Apple, Nero) och Vorbis (aoTuV). I juli 2014 genomfördes ytterligare ett lyssningstest, där Opus (libopus 1.1), Vorbis (aoTuV b6.03) och AAC-LC (Apple Itunes 11.2.2) jämfördes vid 96 kbit/s (nominellt), och MP3 (Lame 3.99.5) vid 128 kbit/s (nominellt). Opus tog förstaplatsen även i detta test.

## Mjukvarustöd
Webbläsaren Mozilla Firefox stöder Opus från version 15.
Webbläsaren Chromium (Google Chrome m.fl.) har fullt stöd för Opus, med fullt aktiverad funktionalitet, sedan version 33.
Webbläsaren Microsoft Edge stöder Opus från Build 14316.
Mediaspelaren VLC stöder Opus från version 2.0.4.
Mediaspelaren foobar2000 stöder Opus från version 1.1.14.
VoIP-programmet Mumble stöder Opus som sitt förvalda ljudformat från version 1.2.4.

## Fotnoter
1. ↑  https://www.opus-codec.org/
2. 1 2  https://www.ietf.org/proceedings/80/slides/codec-4.pdf
3. ↑  ”Arkiverade kopian”. Arkiverad från originalet den 9 juli 2017. https://web.archive.org/web/20170709110814/https://people.xiph.org/~greg/opus/ha2011/. Läst 3 april 2013.
4. ↑  ”Results of the public multiformat listening test (July 2014)”. http://listening-test.coresv.net/results.htm. Läst 26 november 2014.
5. ↑  https://hacks.mozilla.org/2012/07/firefox-beta-15-supports-the-new-opus-audio-format
6. ↑  https://www.videolan.org/vlc/releases/2.0.4.html
7. ↑  http://www.foobar2000.org/changelog
8. ↑  ”Arkiverade kopian”. Arkiverad från originalet den 9 juli 2014. https://web.archive.org/web/20140709225616/http://mumble.sourceforge.net/1.2.4#Next_generation_audio_codec. Läst 30 augusti 2012.